# 贝塞德德索
贝塞德德索（法語：Bessède-de-Sault，法語發音：[bɛsɛd də so] ⓘ）是法国奥德省的一个市镇，属于利穆区。

## 地理
贝塞德德索（42°47'19"N, 2°7'31"E）面积15.04 平方千米，位于法国奧克西塔尼大區奥德省，该省份为法国南部沿海省份，北起塔恩省，西北接上加龙省，西接阿列日省，南至东比利牛斯省，东临地中海，东北与埃罗省接壤。
与贝塞德德索接壤的市镇（或旧市镇、城区）包括：欧纳特、勒布斯凯、勒克拉、埃斯库卢布尔、茹库、马尔萨、罗克福尔德索。

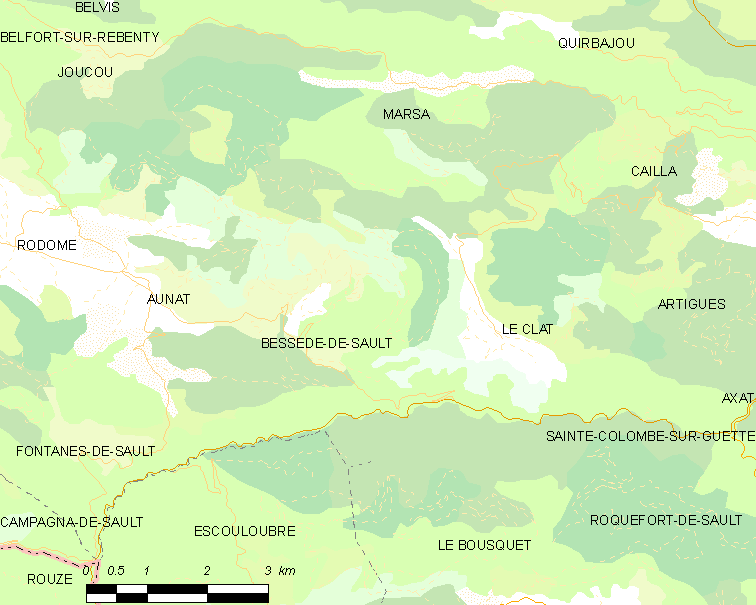
贝塞德德索的OSM定位图

贝塞德德索的时区为UTC+01:00、UTC+02:00（夏令时）。

## 行政
贝塞德德索的邮政编码为11140，INSEE市镇编码为11038。

## 政治
贝塞德德索所属的省级选区为上奥德河谷县。

## 人口

1962-2008年间贝塞德德索人口变化图示

贝塞德德索于2022年1月1日时的人口数量为57人。